# Oró Sé do Bheatha 'Bhaile
Oró, Sé do Bheatha 'Bhaile ( [ˈoːɾˠoː ʃeː d̪ˠə ˈvʲahə ˈwalʲə], Oh, te voilà revenue) est une chanson traditionnelle irlandaise, qui a été connue comme chanson de rebelles irlandais au début du XXe siècle.